# Lysiphyllum cunninghamii
Lysiphyllum cunninghamii là một loài thực vật có hoa trong họ Đậu. Loài này được (Benth.) de Wit miêu tả khoa học đầu tiên.